# Lactobacillus malefermentans
Lactobacillus malefermentans è una specie di batterio appartenente alla famiglia delle Lactobacillaceae.